# Repulsion
A Repulsion egy amerikai grindcore/hardcore punk zenekar. Korábban thrash metalt is játszottak.

## Története
1984-ben alakultak meg a michigani Flintben. Pályafutásuk kezdetén még Tempter és Genocide neveken működtek. A "Tempter" név egy Slayer- és Metallica-feldolgozásokat játszó zenekart takart. Amikor Genocide-ra váltották a nevüket, akkor már a grindcore műfajában zenéltek. Kis ideig "Ultraviolence" néven is tevékenykedtek. Pályafutásuk alatt összesen hét demót jelentettek meg. Első és egyetlen nagylemezüket 1989-ben dobták piacra, a Relapse Records kiadó gondozásában. Az évek során többször feloszlottak; először 1984-től 1988-ig működtek, majd 1990-től 1993-ig, végül 2003-tól napjainkig. Több tagjuktól is megszabadultak fennállásuk alatt. A grindcore műfaj korai képviselői közé tartoznak, és a műfaj legnagyobb hatású együttesének számítanak.

## Tagok
Jelenlegi tagok
- Scott Carlson - ének (1984-1985, 1985–1988, 1990-1993, 2003-), basszusgitár (1985–1988, 1990-1993, 2003-)
- Matt Olivo - gitár (1984-1985, 1985–1988, 1990-1993, 2003-)
- Chris Moore - dob (2014-)

Volt tagok
- James Auten - dob (1984)
- Sean MacDonald - basszusgitár (1985)
- Phill Hines - dob (1984)
- Aaron Freeman - gitár (1986-1988, 1990-1993, 2003-2005)
- Dave 'Grave' Hollingshead - dob (1986-1988, 1990-1993, 2003-2005)
- Col Jones - dob (2005-2014)
- Tom 'Fish' Perro - dob (1986)
- Matt Harvey - gitár (2005-2008)
- Mike Beams - gitár (2008-2011)
- Marissa Martinez - gitár (2011-2013)

## Diszkográfia
Demók
- Rehearsal Tape (1984)
- Stench of Burning Death (1984)
- Violent Death (1985)
- WFBE (1986)
- Slaughter of the Innocent (1986)
- Rebirth (1991)
- Final Demo (1991)

Kislemezek
- "Excruciation" (1991)

Stúdióalbumok
- Horrified (1989)

DVD-k
- Necrothology (2004)

Split lemezek
- Relapse Singles Series Vol. 3 (2004)